# 終極無敵
《終極無敵》是史蒂芬·金所著的短篇小說，最先於1997年刊登在雜誌《Magazine of Fantasy & Science Fiction》中，2002年，史蒂芬又將故事收錄在短篇小說集《史蒂芬金的14張牌》內。
故事中的丁奇同時出現在《黑塔》的故事中。

## 故事簡介
丁奇是一個失敗的孩子，中學未畢業，在超市工作又被同事欺負。直至他接到夏普頓先生的電話，夏普頓告訴丁奇要給他一個工作機會，夏普頓將丁奇安置在一間大屋內，有金錢及工人讓他使用，但丁奇必須跟隨夏普頓的指使。後來夏普頓開始給予丁奇真正的工作，他知道丁奇是能力者，透過寄送信件，可以令人死亡，夏普頓告知丁奇這樣做是要建造更美好的世界。一次丁奇外出時發現自己殺死的只是普通人，他開始對夏普頓產生懷疑，最終決定將信件寄到夏普頓的電郵帳號，殺死夏普頓。